# 22828 Jaynethomp
22828 Jaynethomp è un asteroide della fascia principale. Scoperto nel 1999, presenta un'orbita caratterizzata da un semiasse maggiore pari a 2,6439464 UA e da un'eccentricità di 0,1676925, inclinata di 6,16104° rispetto all'eclittica.